# عنکبوت‌کش شانه‌نارنجی
عنکبوت‌کش شانه‌نارنجی (نام علمی: Arachnothera flammifera) گونه‌ای از پرندگان خانواده شهدخواران است که در جنوب و شرق فیلیپین یافت می‌شود. در ابتدا زیرگونه‌ای از عنکبوت‌کش کوچک در نظر گرفته می‌شد.